# Karacsáj Autonóm Terület
A Karacsáj Autonóm Terület 1926. április 26-án jött létre a Karacsáj-Cserkesz Autonóm Terület felosztásával. A kezdettől fogva a Szovjetunió, azon belül az Orosz SZSZSZK közigazgatási rendszerébe tartozott. A Karacsáj Autonóm Területet a második világháború alatt, 1943-ban megszüntették, miután az ott élőket megvádolták a németekkel való együttműködésben, és Közép-Ázsiába internálták az ott élők többségét. Ez idő alatt a terület egy részét a Grúz SZSZK-hoz csatolták. 1957. február 11-én a visszatérő karacsájok egyesültek a Cserkesz Autonóm Területtel, ismét létrehozva a Karacsáj-Cserkesz AT-t.

## Fordítás
Ez a szócikk részben vagy egészben  a   Karachay Autonomous Oblast című angol Wikipédia-szócikk ezen változatának fordításán alapul.  Az eredeti cikk szerkesztőit annak laptörténete sorolja fel. Ez a jelzés csupán a megfogalmazás eredetét és a szerzői jogokat jelzi, nem szolgál a cikkben szereplő információk forrásmegjelöléseként.